# Fünfte Jahreszeit
Fünfte Jahreszeit (Femte årstiden) är bandet Karats sjunde album, släppt år 1987.

## Låtförteckning
1. Fetzen aus Samt (4:49)
2. Fünfte Jahreszeit (4:46)
3. Der Fahrradverkäufer (3:39)
4. In deiner Galerie (4:28)
5. Hab' den Mond mit der Hand berührt (3:48)
6. Der Doppelgänger (3:34)
7. Aus zweiter Hand (4:49)
8. Er kam, sah und siegte (4:18)
9. Der Liebe Fluch (2:43)
10. Die Glocke Zweitausend (5:25)

## Musiker
- Herbert Dreilich – sång.
- Ulrich "Ed" Swillms – klaviatur.
- Thomas Kurzhals – klaviatur.
- Bernd Römer – gitarr.
- Michael Schwandt – trummor.
- Henning Protzmann – basgitarr.